# Bezons
Bezons ist eine Gemeinde mit 34.314 Einwohnern (1. Januar 2022) im Département Val-d’Oise in Frankreich. Die Einwohner werden Bezonnais genannt.

## Geografie
Bezons ist die südlichste Gemeinde des Départements Val-d’Oise. Sie wird im Südosten von der Seine begrenzt, die dort die Grenze zum Département Hauts-de-Seine bildet. Die Nachbargemeinden von Bezons sind Argenteuil im Nordosten, Colombes im Südosten, Nanterre im Süden, Carrières-sur-Seine im Südwesten, Houilles im Westen und Sartrouville im Nordwesten.
Bezons ist über die Pont de Bezons mit Colombes und Nanterre verbunden.

## Bevölkerungsentwicklung
Im Jahr 1470 existierten in Bezons lediglich zwölf Häuser. Die Bevölkerung der Stadt steigerte sich von nur 468 Einwohnern im Jahr 1793 auf über 25.000 Einwohner zu Beginn des 21. Jahrhunderts. Einen besonders starken Anstieg verzeichnete die Bevölkerung in der ersten Hälfte des 20. Jahrhunderts.
| Jahr      | 1962   | 1968   | 1975   | 1982   | 1990   | 1999   | 2008   | 2014   | 2020   |
| Einwohner | 22.061 | 24.475 | 25.193 | 24.019 | 25.680 | 26.263 | 28.023 | 28.431 | 31.866 |

## Politik
Bezons ist wie viele Vororte von Paris (banlieue rouge) eine Hochburg der politischen Linken, insbesondere der Parti communiste français. Die Gemeinde wird seit Gründung der Partei 1920 von Bürgermeistern der PCF regiert; amtierender Amtsträger ist seit 2001 Dominique Lesparre.
Im März 2013 erregte die Stadt weltweit Aufmerksamkeit, als sie Majdi Rimawi, einen zu lebenslanger Haft verurteilten Kämpfer der Volksfront zur Befreiung Palästinas zum Ehrenbürger ernannte. Nach israelischen Angaben soll er für die Ermordung des Ministers Rechaw’am Ze’ewi sowie mehrere Terroranschläge in Jerusalem verantwortlich sein. Als Begründung nannte die Stadt, dass sie sich in der Tradition der Résistance zur Solidarität mit den Palästinensern verpflichtet fühle.

## Städtepartnerschaften
- Szekszárd, Ungarn, seit 1967
- Downpatrick, Nordirland, seit 1984[3]

## Persönlichkeiten
- Djo-Bourgeois (1898–1937), Architekt
- Antoine Bonifaci (1931–2021), Fußballspieler
- Karole Rocher (* 1974), Schauspielerin
- Pierre Manetti (* 1993), Jazzgitarrist
- Marc-Antoine Loemba (* 2003), Basketballspieler